# Raymond Fafiani
Raymond Louis Eduard Fafiani (Amsterdam, 22 december 1983) is een Nederlands oud-voetballer die bij voorkeur als middenvelder speelde.
Fafiani debuteerde in 2003 in het betaald voetbal in het shirt van Vitesse, toen actief in de Eredivisie. Hier kwam hij tot dertien competitiewedstrijden en één doelpunt alvorens hij aan het einde van het seizoen 2003/04 naar FC Twente vertrok. Bij Twente speelde Fafiani in zijn eerste jaar twintig competitiewedstrijden.  In het seizoen dat volgde, speelde hij op huurbasis voor FC Zwolle, in de Eerste divisie. Hier speelde hij 22 competitiewedstrijden, waarin hij tweemaal doel trof.
In het seizoen 2006/07 speelde Fafiani op huurbasis voor toenmalig Eerste-Divisieclub Stormvogels Telstar. Het seizoen hierna was hij hiervoor op amateurbasis actief. Hij bleef bij Telstar tot 2012. Vanaf het seizoen 2012/2013 tot en met het seizoen 2014/2015 speelde Fafiani voor FC Volendam. Op 15 juli 2015 presenteerde Fortuna Sittard hem als nieuwe aanwinst voor het seizoen 2015/16. In 2016 ging hij voor JOS/Watergraafsmeer spelen. In 2024 stopt hij op 40-jarige leeftijd met voetballen.

## Carrière
| Seizoen | Club                  | Competitie     | Wedstrijden | Doelpunten |
| ------- | --------------------- | -------------- | ----------- | ---------- |
| 2003/04 | Vitesse               | Eredivisie     | 13          | 1          |
| 2004/05 | FC Twente             | Eredivisie     | 20          | 0          |
| 2005/06 | → FC Zwolle           | Eerste divisie | 22          | 2          |
| 2006/07 | → Stormvogels Telstar | Eerste divisie | 25          | 2          |
| 2007/08 | Stormvogels Telstar   | Eerste divisie | 23          | 3          |
| 2008/09 | Telstar               | Eerste divisie | 27          | 2          |
| 2009/10 | Telstar               | Eerste divisie | 30          | 4          |
| 2010/11 | Telstar               | Eerste divisie | 11          | 1          |
| 2011/12 | Telstar               | Eerste divisie | 24          | 0          |
| 2012/13 | FC Volendam           | Eerste divisie | 31          | 4          |
| 2013/14 | FC Volendam           | Eerste divisie | 11          | 0          |
| 2014/15 | FC Volendam           | Eerste divisie | 29          | 3          |
| 2015/16 | Fortuna Sittard       | Eerste divisie | 15          | 1          |
| Totaal  | Totaal                | Totaal         | 281         | 23         |